# Nolana gayana
Nolana gayana là loài thực vật có hoa trong họ Cà. Loài này được (Gaudich.) KOCH mô tả khoa học đầu tiên năm 1855.